# Eomorphippus
Eomorphippus es un género perteneciente al orden de los notoungulados (hoy extintos); este género estaba conformado por dos especies: E. obscurus y E. pascuali. Los fósiles de este taxón han sido encontrados en el noroeste de Argentina; datan del período Oligoceno, subedad Mustersense.